# Tylotropidius varicornis
Tylotropidius varicornis är en insektsart som först beskrevs av Walker, F. 1870.  Tylotropidius varicornis ingår i släktet Tylotropidius och familjen gräshoppor. Inga underarter finns listade i Catalogue of Life.